# Agathis fischeri
Agathis fischeri är en stekelart som beskrevs av Herbert Zettel och Ahmet Beyarslan 1992. Agathis fischeri ingår i släktet Agathis och familjen bracksteklar. Inga underarter finns listade i Catalogue of Life.